# Lista das menores estrelas conhecidas
Essa é uma lista das menores estrelas conhecidas, usando como o unidade de comparação o quilômetro, e, posteriormente, o raio solar.

## Lista

### Pequenas estrelas notáveis
Esta é uma lista de pequenas estrelas que são notáveis por características que não estão listadas separadamente.
| Nome                                                                           | Diâmetro da estrela (quilômetros) | Classe da estrela           | Notas | Referências          |
| ------------------------------------------------------------------------------ | --------------------------------- | --------------------------- | --- | -------------------- |
| PSR B0943+10                                                                   | 5.2                               | Pulsar ou estrela de quarks | Estrelas de nêutrons são remanescentes estelares produzidos quando uma estrela de cerca de 8 a 9 massas solares ou mais explode em uma supernova no final de sua vida. Eles são geralmente produzidos por estrelas com menos de 20 massas solares, embora uma estrela mais massiva possa produzir uma estrela de nêutrons em certos casos. PSR B0943+10 é uma das estrelas menos massivas, com 0,02 massas solares. | [ 1 ]                |
| CXO J232327.9+584842                                                           | 5.4                               | Estrela de nêutrons         | | [ 2 ]                |
| PSR B1257+12                                                                   | 20                                | Pulsar                      | Orbitado por três planetas. | [ 3 ]                |
| PSR B0531+21                                                                   | 20                                | Pulsar                      | Relativamente jovem com 997 anos em outubro de 2021. |                      |
| Geminga                                                                        | 20                                | Pulsar                      | | [ 4 ]                |
| Pulsar de Vela                                                                 | 20                                | Pulsar                      | | [ 5 ]                |
| XTE J1739-285                                                                  | 21.8                              | Pulsar ou estrela de quarks | | [ 6 ]                |
| PSR J0348+0432 A                                                               | 26 ± 4                            | Pulsar                      | | [ 7 ]                |
| PSR J1748-2446ad                                                               | <32                               | Pulsar                      | Pulsar de rotação mais rápida conhecido. | [ 8 ]                |
| RX J1856.5−3754                                                                | 38-82                             | Pulsar                      | | [ 9 ]                |
| PSR B1620-26                                                                   | 48[carece de fontes?]             | Pulsar                      | |                      |
| As estrelas listadas a seguir são anãs brancas, anãs marrons e anãs vermelhas: |                                   |                             | |                      |
| HD 49798                                                                       | 3 200                             | Anã branca                  | | [ 10 ]               |
| ZTF J1901+1458                                                                 | 3 618                             | Anã branca                  | | [ 11 ]               |
| GRW +70 8247                                                                   | 6 600                             | Anã branca                  | | [ 12 ]               |
| IK Pegasi B                                                                    | 8 348                             | Anã branca                  | | [ 13 ]               |
| Sirius B                                                                       | 10 932                            | Anã branca                  | | [ 14 ]               |
| LB 1497                                                                        | 10 989                            | Anã branca                  | | [ 15 ]               |
| 40 Eridani B                                                                   | 11 095[carece de fontes?]         | Anã branca                  | |                      |
| Procyon B                                                                      | 13 400                            | Anã branca                  | | [ 16 ] [ 17 ]        |
| QS Virginis A                                                                  | 15 316[carece de fontes?]         | Anã branca                  | |                      |
| ESO 439-26                                                                     | 17 551                            | Anã branca                  | Anã branca mais fraca conhecida. | [ 18 ]               |
| Van Maanen 2                                                                   | 18 096                            | Anã branca                  | | [ 19 ]               |
| WD 1145+017                                                                    | 27 853,68                         | Anã branca                  | Estrela hospedeira de um dos menores exoplanetas. | [ 20 ]               |
| PSR J0348+0432 B                                                               | 90 536                            | Anã branca                  | | [ 21 ]               |
| EPIC 201702477                                                                 | 108 240                           | Anã marrom                  | A menor estrela anã marrom conhecida | [ 22 ]               |
| Epsilon Indi Ba                                                                | 111 312                           | Anã marrom                  | | [ 23 ]               |
| Epsilon Indi Bb                                                                | 114 100                           | Anã marrom                  | | [ 23 ]               |
| 54 Piscium B                                                                   | 114 100                           | Anã marrom                  | | [ 24 ]               |
| UGPS J0521+3640                                                                | 114 387 [carece de fontes?]       | Anã marrom                  | |                      |
| EBLM J0555-57Ab                                                                | 120 000                           | Anã vermelha                | Esta anã vermelha tem um tamanho comparável ao do planeta Saturno. A partir de 2019, é a segunda estrela de fusão de hidrogênio mais leve conhecida, marginalmente mais pesada (0,0777-0,0852 M☉) que a 2MASS J0523-1403 . Embora sua massa seja comparável à de TRAPPIST-1A, seu raio é 1/3 menor. | [ 25 ] [ 26 ] [ 27 ] |
| Luhman 16 A                                                                    | 121 536                           | Anã marrom                  | Luhman 16 A e Luhman 16 B são as anãs marrons mais próximas da Terra. | [ 28 ]               |
| SSSPM J0829-1309                                                               | 122 600                           | Anã vermelha                | Uma anã L2 que está fundindo hidrogênio. Da mesma forma que 2MASS J0523-1403, SSSPM J0829-1309 é uma das menos luminosas e massivas estrelas de fusão de hidrogênio e é menor que Júpiter. | [ 29 ] [ 30 ]        |
| WISE 1405+5534                                                                 | 122 966                           | Anã marrom                  | | [ 31 ]               |
| 2MASS 0939-2448 B                                                              | 125 200                           | Anã marrom                  | | [ 32 ]               |
| UGPS 0722-05                                                                   | 126 680                           | Anã marrom                  | Possivelmente um planeta órfão | [ 33 ]               |
| 2MASS J0348−6022                                                               | 129 400                           | Anã marrom                  | | [ 34 ]               |
| SCR 1845-6357 A                                                                | 133 580 [carece de fontes?]       | Anã vermelha                | |                      |
| 2MASS 0937+2931                                                                | 134 400                           | Anã marrom                  | | [ 35 ]               |
| 2MASS J0523-1403                                                               | 141 200                           | Anã vermelha                | Tal como em 2019, com massa de 67,54 ± 12,79 MJ (0,0523-0,0767 M☉) é a estrela capaz de fundir hidrogênio de menor massa conhecida. | [ 29 ] [ 36 ] [ 37 ] |
| DENIS J081730.0−615520                                                         | 142 984                           | Anã marrom                  | | [ 35 ]               |
| DENIS 0255−4700                                                                | 142 984                           | Anã marrom                  | | [ 38 ]               |
| Luhman 16 B                                                                    | 148 700                           | Anã marrom                  | Luhman 16 B e Luhman 16 A são as anãs marrons mais próximas da Terra. | [ 28 ]               |
| Estrela de Teegarden                                                           | 148 879.8                         | Anã vermelha                | Tem dois planetas potencialmente habitáveis | [ 39 ]               |
| DX Cancri                                                                      | 153 054                           | Anã vermelha                | | [ 40 ]               |
| OGLE-TR-122B                                                                   | 162 200                           | Anã vermelha                | Esta já foi a menor estrela conhecida em fusão ativa, quando encontrada em 2005, até 2013. É a menor anã vermelha eclipsante e o menor diâmetro medido observacionalmente. | [ 41 ] [ 42 ] [ 43 ] |
| VB 10                                                                          | 164 600                           | Anã vermelha                | | [ 44 ]               |
| Gliese 229 B                                                                   | 166 960                           | Anã marrom                  | | [ 45 ]               |
| TRAPPIST-1                                                                     | 168 360                           | Anã vermelha                | Hospeda um sistema planetário com pelo menos sete planetas rochosos. | [ 46 ]               |
| 2MASS 0939-2448 A                                                              | 174 440                           | Anã marrom                  | | [ 47 ]               |
| Gliese 412 B                                                                   | 180 800                           | Anã vermelha                | | [ 48 ]               |
| Luyten 726-8 (A e B)                                                           | 194 000                           | Anã vermelha                | | [ 49 ]               |
| Proxima Centauri                                                               | 202 000                           | Anã vermelha                | Esta é a estrela vizinha mais próxima do Sol. | [ 50 ]               |
| Wolf 359                                                                       | 222 800                           | Anã vermelha                | | [ 51 ]               |
| Ross 248                                                                       | 222 800                           | Anã vermelha                | | [ 52 ]               |
| UY Sextantis                                                                   | 236 500                           | Subanã azul-branca          | | [ 53 ]               |
| Kepler-42                                                                      | 243 500                           | Anã vermelha                | Tem três exoplanetas confirmados | [ 54 ]               |
| HW Virginis B                                                                  | 243 670                           | Anã vermelha                | | [ 55 ]               |
| Groombridge 34 B                                                               | 250 400                           | Anã vermelha                | | [ 56 ]               |
| HW Virginis A                                                                  | 254 809.2                         | Anã vermelha                | | [ 55 ]               |
| Estrela de Barnard                                                             | 272 800                           | Anã vermelha                | | [ 50 ]               |
| Kepler-70                                                                      | 282 658                           | Subanã do tipo B            | Possivelmente tem dois planetas. | [ 57 ]               |
| Gliese 1214                                                                    | 283 844                           | Anã vermelha                | | [ 44 ]               |
| CT Chamaeleontis B                                                             | 314 564.8 [carece de fontes?]     | Anã marrom                  | |                      |
| CM Draconis B                                                                  | 333 379                           | Anã vermelha                | | [ 58 ]               |
| Kruger 60 B                                                                    | 334 000                           | Anã vermelha                | | [ 59 ]               |
| Ross 154                                                                       | 334 000                           | Anã vermelha                | | [ 52 ]               |
| Ross 695                                                                       | 334 000                           | Anã vermelha                | | [ 60 ]               |
| CM Draconis A                                                                  | 352 580                           | Anã vermelha                | | [ 58 ]               |
| Z Andromedae B                                                                 | 369 060                           | Anã branca                  | Maior anã branca | [ 61 ]               |
| LHS 475                                                                        | 388 061                           | Anã vermelha                | Tem um exoplaneta confirmado | [ 62 ]               |
| Estrela de Kapteyn                                                             | 406 000                           | Anã vermelha                | Esta é a estrela do halo mais próxima do Sol. | [ 50 ]               |
| Gliese 581                                                                     | 431 334                           | Anã vermelha                | Tem três exoplanetas confirmados | [ 44 ]               |
| Wolf 1061                                                                      | 443 800                           | Anã vermelha                | Tem três exoplanetas confirmados | [ 44 ]               |
| Xi Ursae Majoris Ab                                                            | 445 200                           | Anã vermelha                | | [ 63 ]               |
| Gliese 667 C                                                                   | 468 900                           | Anã vermelha                | Tem dois exoplanetas confirmados | [ 44 ]               |
| Estrela de Luyten                                                              | 487 000                           | Anã vermelha                | Tem dois exoplanetas confirmados e outros dois não confirmados | [ 64 ]               |
| EV Lacertae                                                                    | 501 000                           | Anã vermelha                | | [ 65 ]               |
| Gliese 876                                                                     | 517 600                           | Anã vermelha                | Tem quatro exoplanetas confirmados | [ 44 ]               |
| AD Leonis                                                                      | 542 600                           | Anã vermelha                | | [ 66 ]               |
| Lalande 21185                                                                  | 547 000                           | Anã vermelha                | | [ 50 ]               |
| WR 93b                                                                         | 612 216                           | Wolf-Rayet                  | | [ 67 ]               |
| Lacaille 9352                                                                  | 640 000                           |                             | | [ 50 ]               |

### Menores estrelas por tipo
| Tipo                | Nome da estrela | Raio (em quilômetros) | Raio solar (Sol = 1) | Referências          |
| ------------------- | --------------- | --------------------- | -------------------- | -------------------- |
| Anã marrom          | EPIC 201702477  | 54.120                | 0.0778               | [ 69 ]               |
| Anã vermelha        | EBLM J0555-57Ab | 60.000                | 0.086                | [ 25 ] [ 26 ] [ 27 ] |
| Anã branca          | HD 49798        | 1.600                 | 0.0023               | [ 10 ]               |
| Estrela de nêutrons | PSR B0943+10    | 2.6                   | 0.000004             | [ 1 ]                |